# Cung điện Sobański
Cung điện Sobański là một cung điện theo kiến trúc Phục hưng ở Guzów, Quận Żyrardów, Mazovian Voivodeship, Ba Lan.

## Lịch sử

### Thế kỷ 18
Miền lãnh thổ của Guzów quay trở lại thời Trung cổ muộn và chủ sở hữu của nó, Siemowit IV, Công tước Masovia. Vào nửa sau của thế kỷ 18, một cuộc hôn nhân tình cờ với Paula, nhũ danh Szembek, góa phụ của Jan Prosper Potocki, đã cho phép nhà quý tộc Andrzej Ogiński nhận được tài sản trong của hồi môn của mình. Họ là cha mẹ của một cô gái và nhà soạn nhạc nổi tiếng Michał Kleofas Ogiński. Andrzej Ogiński đã xây dựng một khu phức hợp bằng gạch theo phong cách baroque muộn trên địa điểm Guzów.
Sau phân vùng thứ ba của Ba Lan, nó trở thành tài sản của nhà nước Phổ, nhưng được trao cho bộ trưởng, nam tước Karl Georg von Hoym cho các thân cận của mình. Ông lần lượt quyết định bán lại cho chủ sở hữu trước đây của nó, góa phụ Ogińska, khi con trai đầu lòng của bà, Feliks Lubienski bước vào với lời đề nghị của hai người bạn của mình để đổi lấy Guzów. Nó đã được chấp nhận. Ông và gia đình ngay lập tức sở hữu bất động sản cho đến những năm 1840. Năm 1842 Henryk Lubienski gặp khó khăn tài chính nghiêm trọng dẫn đến việc bất động sản được bán đấu giá vào năm 1856 để thu hồi nợ.

### Thế kỉ 19

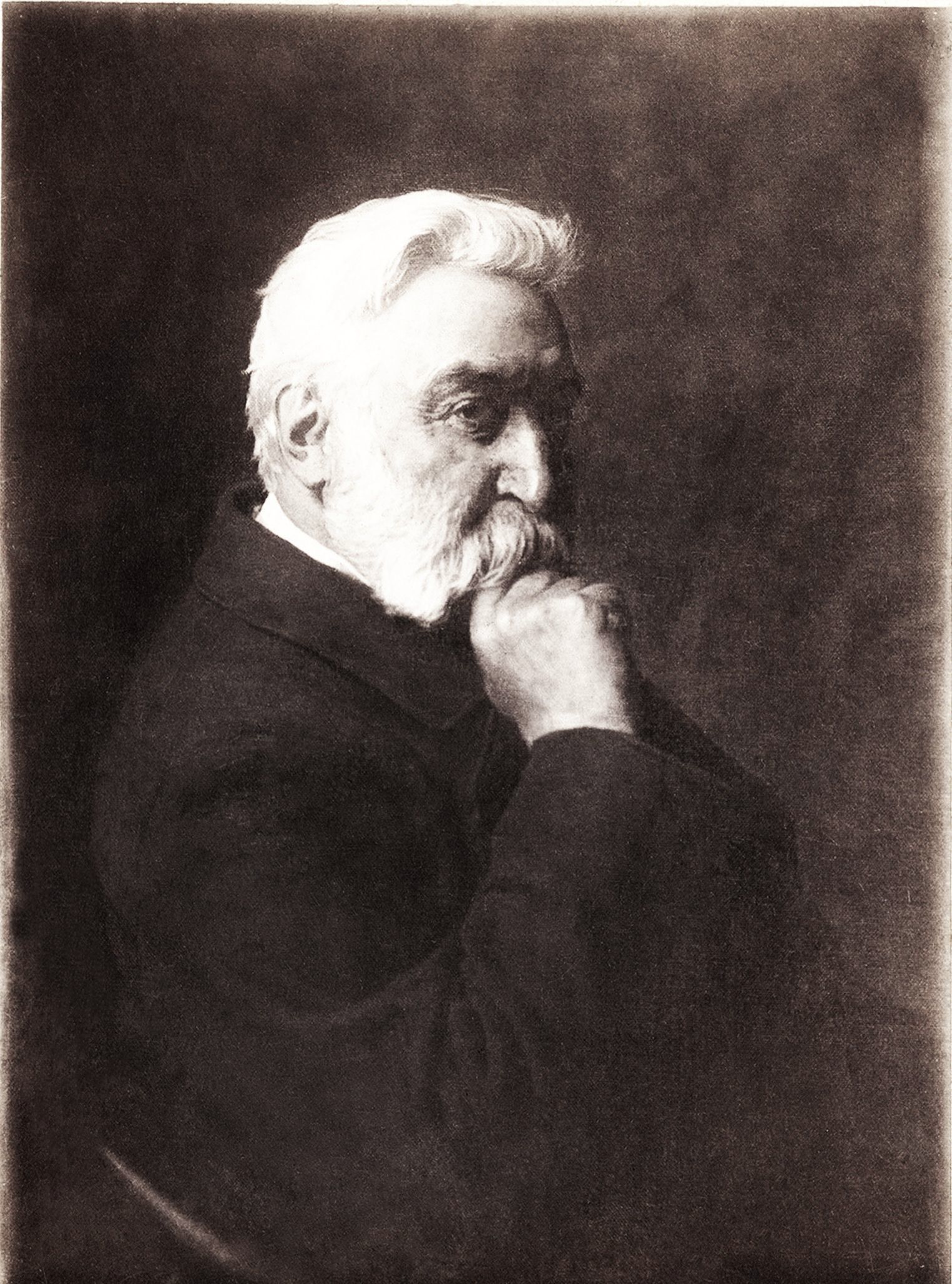
Bá tước Feliks Hilary Sobanski

Nó đã được cứu bởi cháu trai của Feliks Łubieński, Feliks Sobański từ Podolia, người đã mua bất động sản với một khoản tiền đáng kể, xóa sạch các khoản nợ. Trong quý cuối cùng của thế kỷ XIX, Sobański đã ủy quyền cho kiến trúc sư Władysław Hirszel xây dựng lại ngôi nhà trang viên như một cung điện lớn, mô hình hóa nó như các lâu đài ở Thung lũng Loire của Pháp. Một khu vườn cảnh quan được thiết kế bởi Walerian Kronenberg và Franciszek Szanior.

### Thế kỷ 20
Trong Thế chiến thứ nhất, cung điện được sử dụng như một bệnh viện tiền tuyến, và hầu như bị phá hủy, cùng với khu vườn của nó. Trong thời kỳ giữa hai cuộc chiến tranh, nó đã được xây dựng lại, nhưng sau Chiến tranh thế giới thứ hai, cung điện bị cướp phá để trang trí và trang trí nội thất. Sau đó, cung điện được sử dụng làm nơi ở cho nhân viên của nhà máy đường địa phương. Năm 1996, gia đình Sobański lấy lại quyền sở hữu quần thể cung điện.
Sau nhiều năm vô chủ, ngôi nhà hiện đang được khôi phục từ tình trạng tồi tàn, cùng với khu vườn. Nhà nguyện cung điện cũ (nay là Nhà thờ St Felix de Valois), cùng với một phần của khu vườn, là phần duy nhất của tài sản đã được khôi phục hoàn toàn.

## Hình ảnh

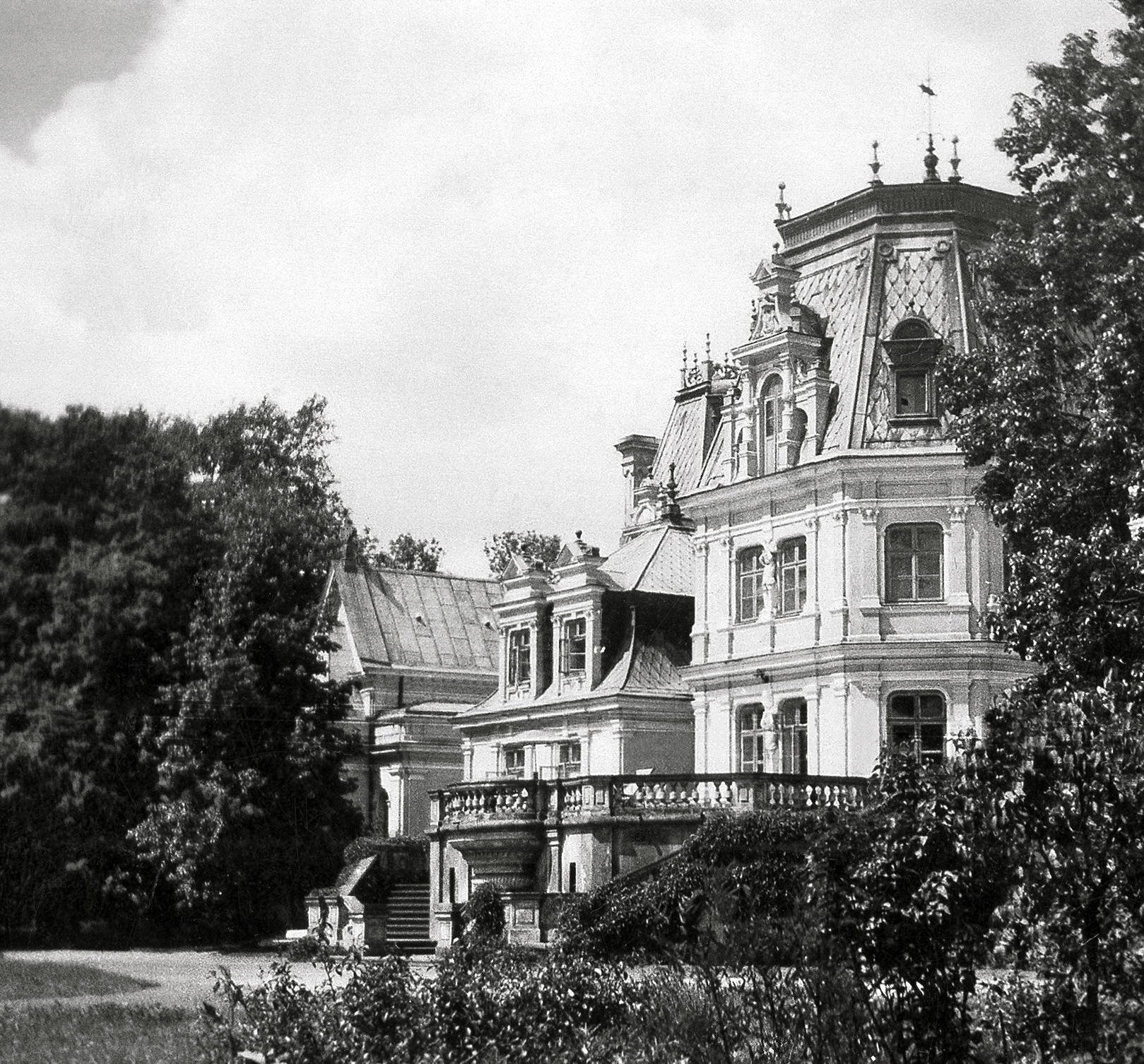
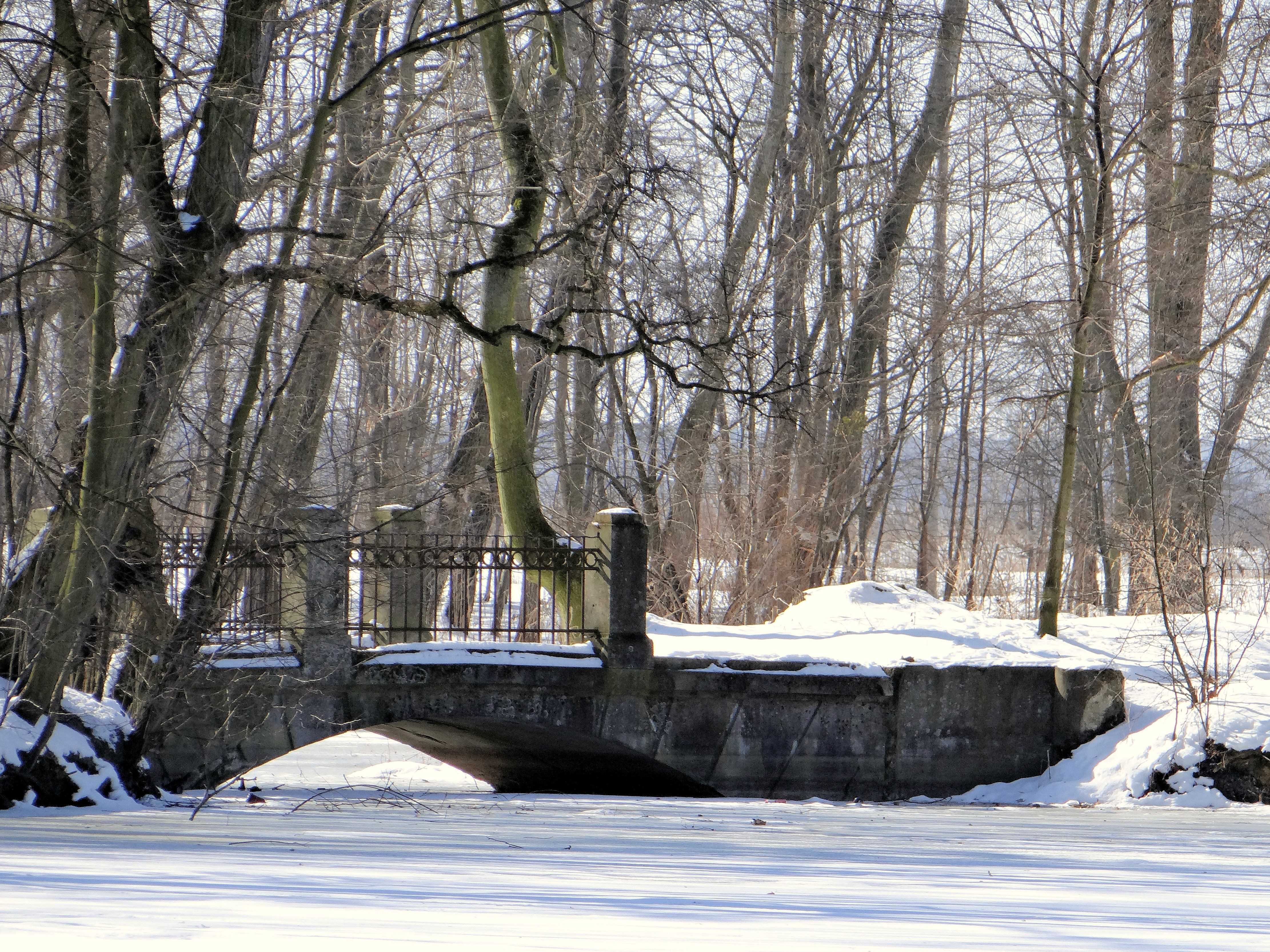
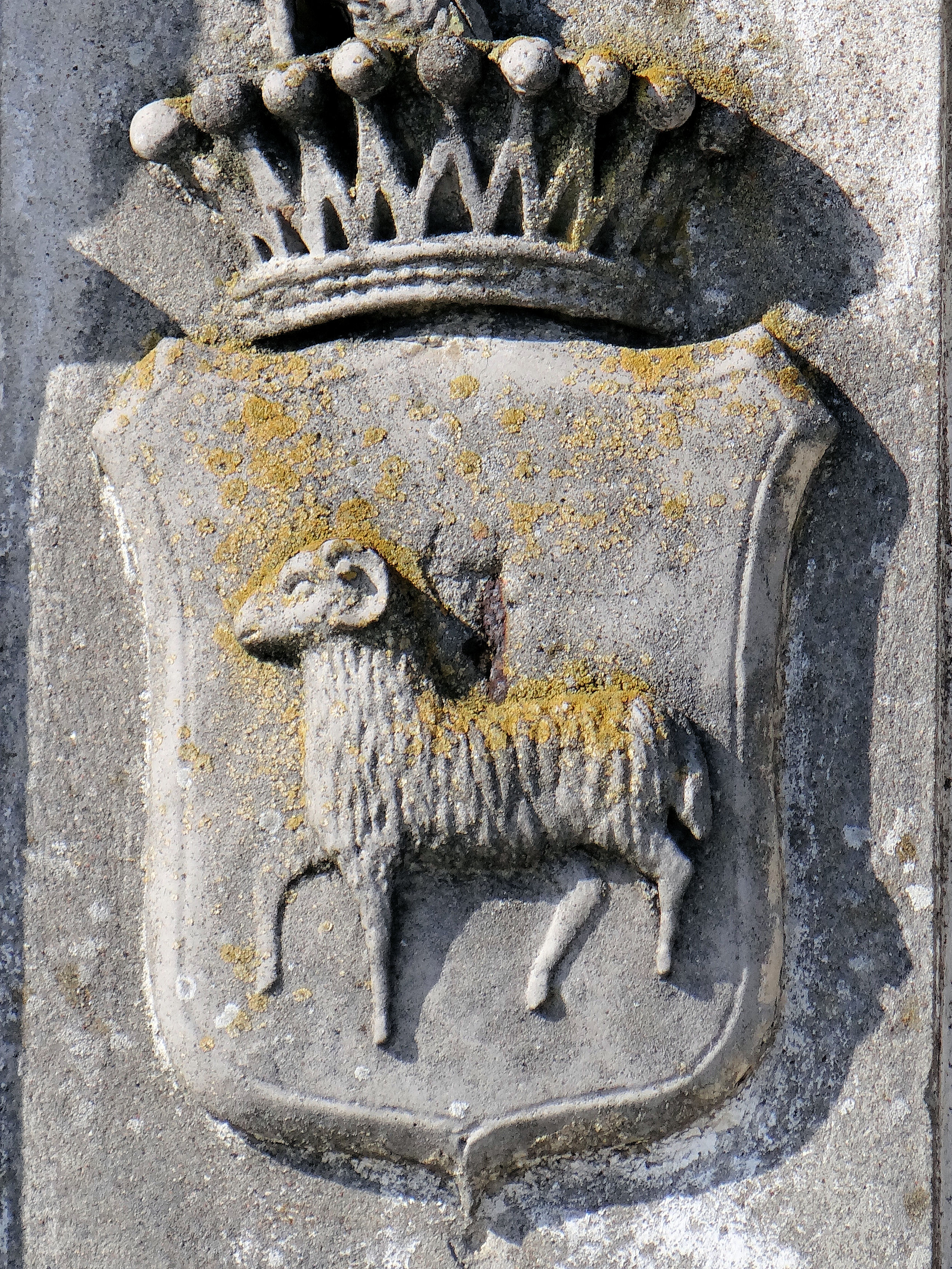
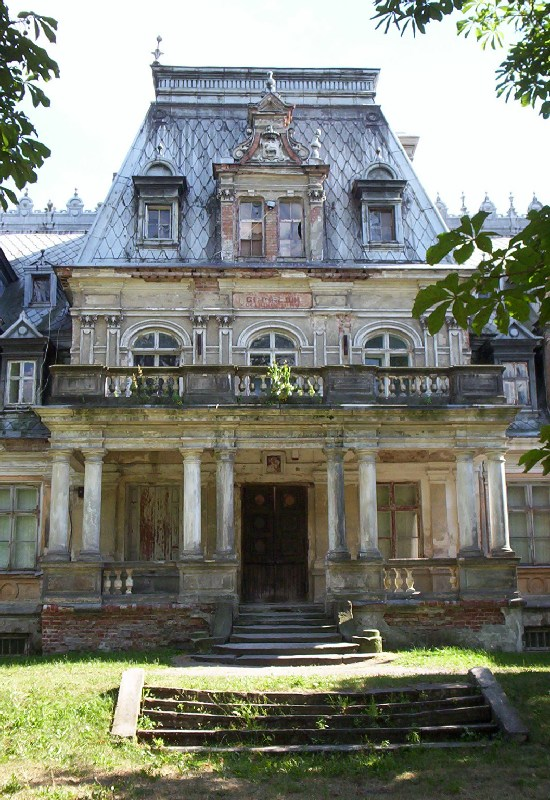
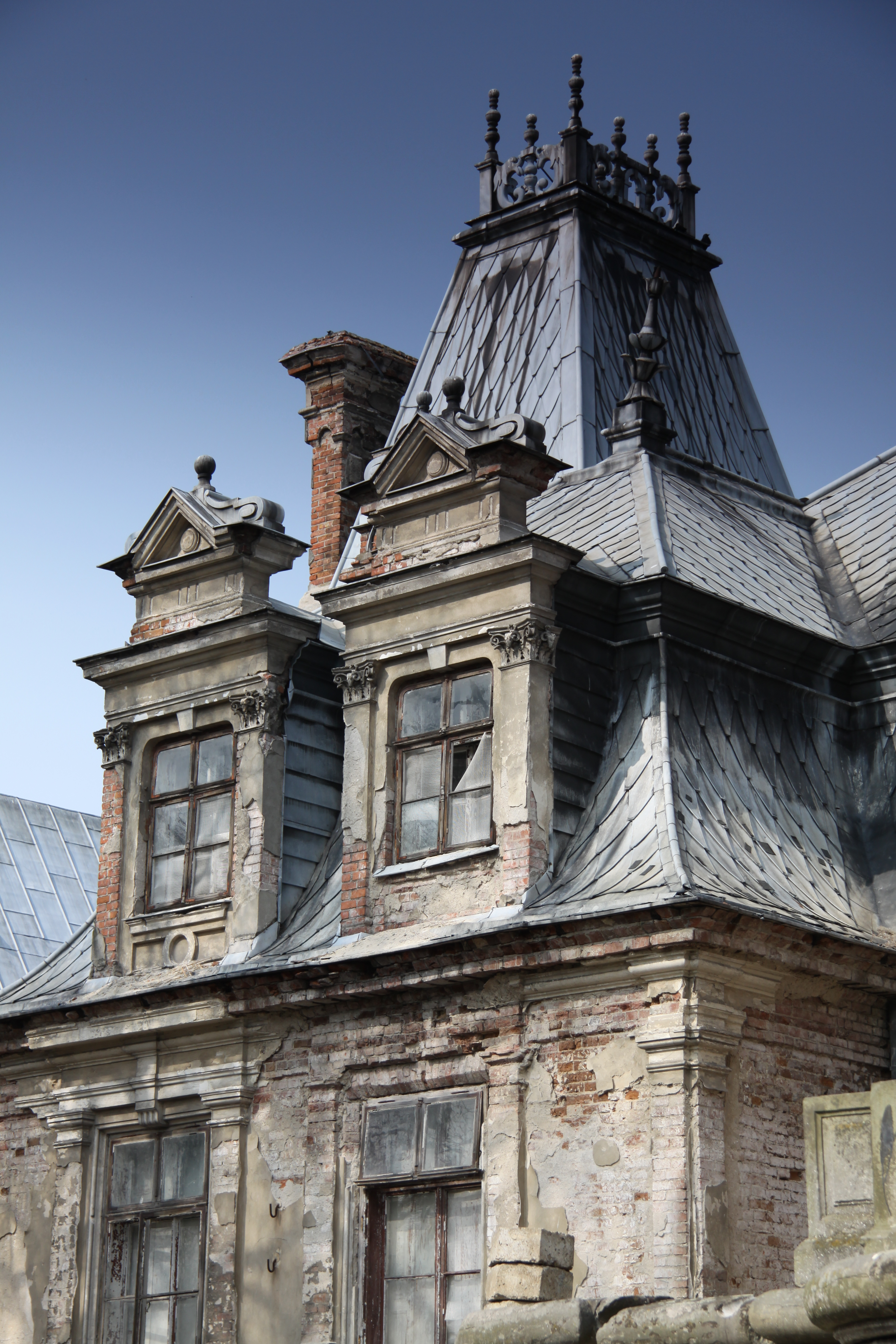
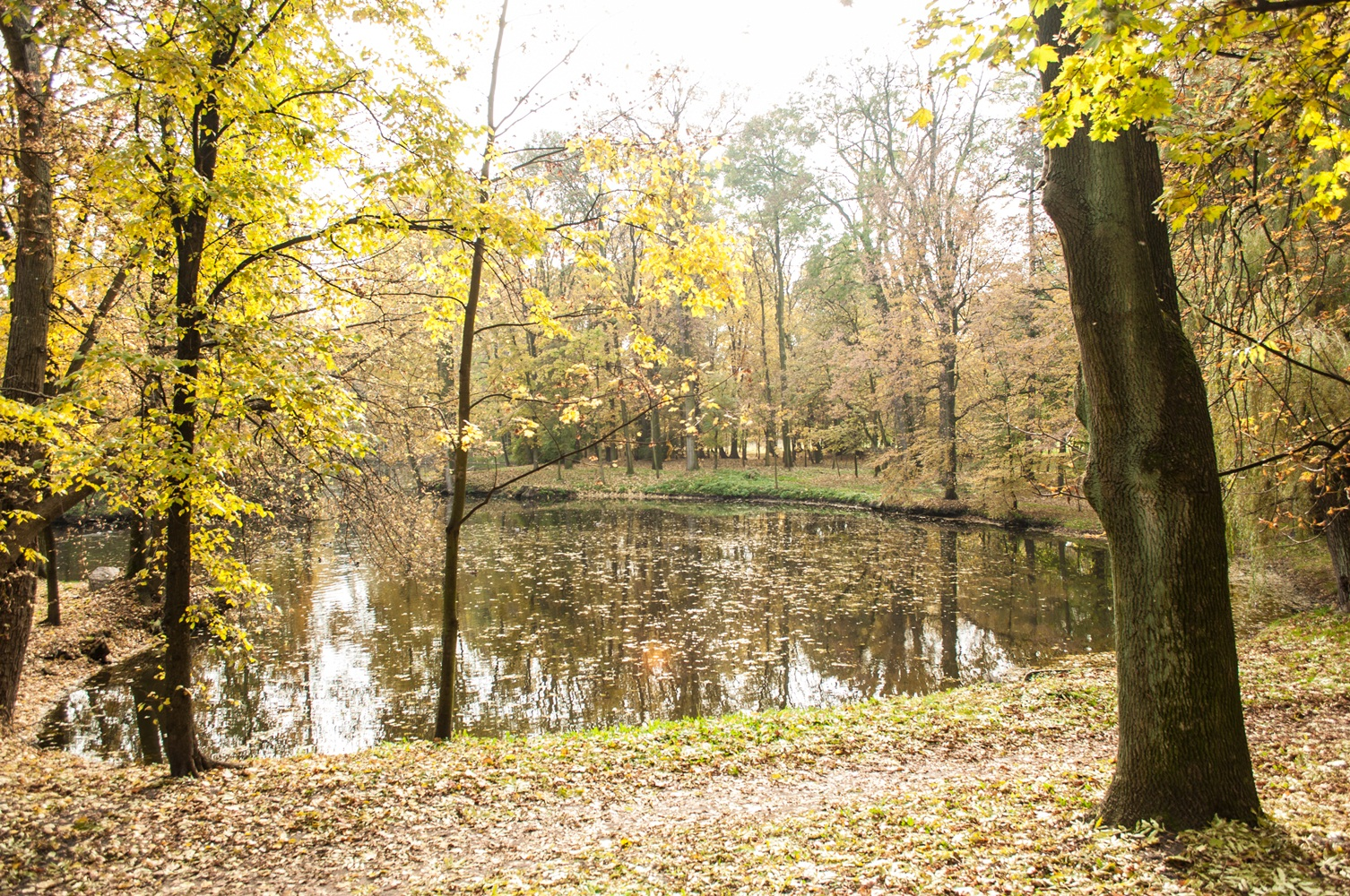
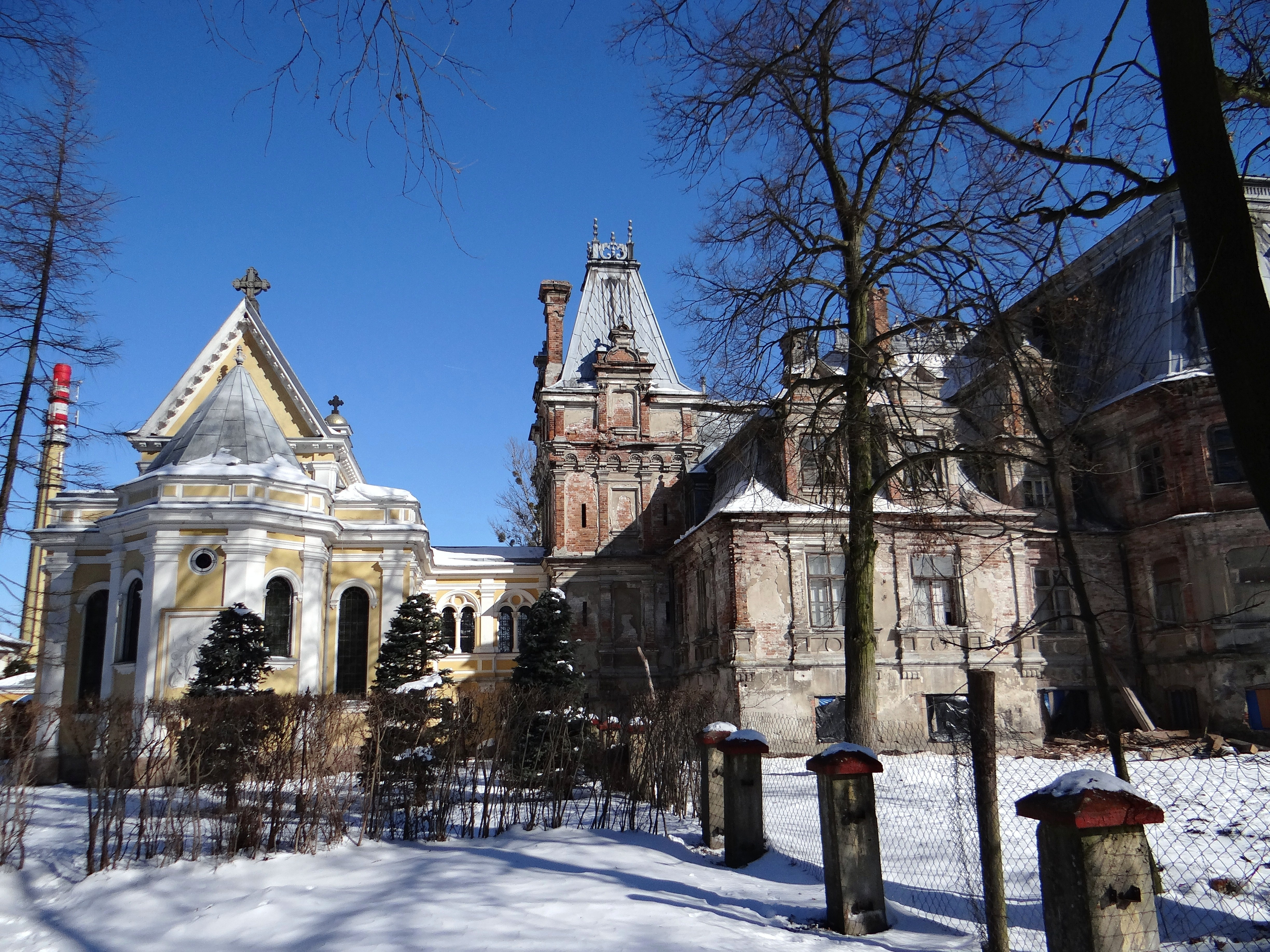
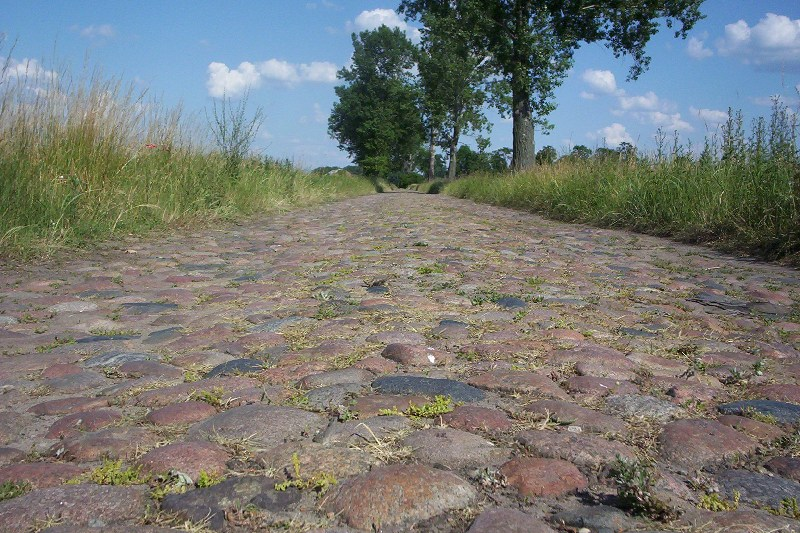
đường Guzów-Oryszew
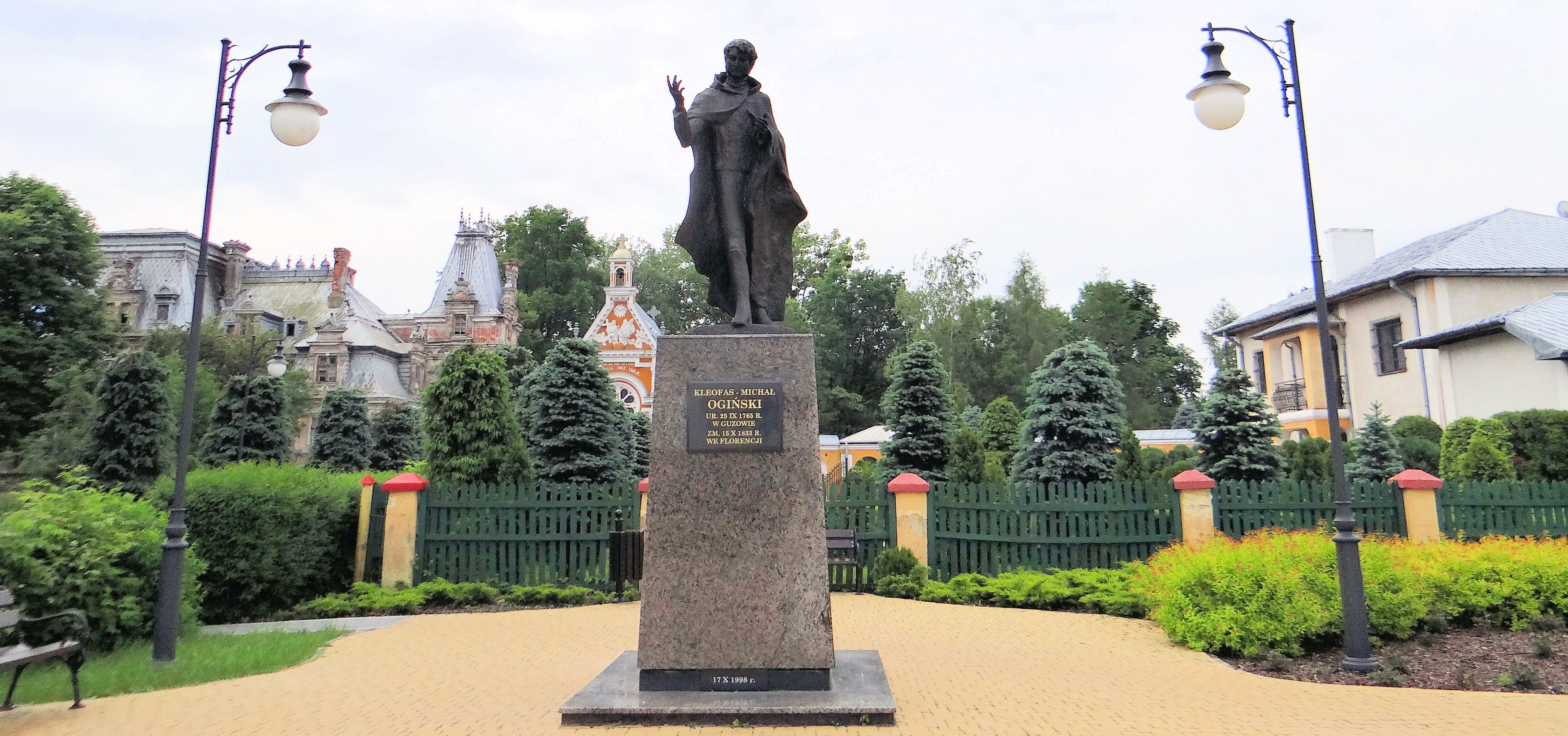
Đài tưởng niệm Michał Kleofas Ogiński ở Guzów
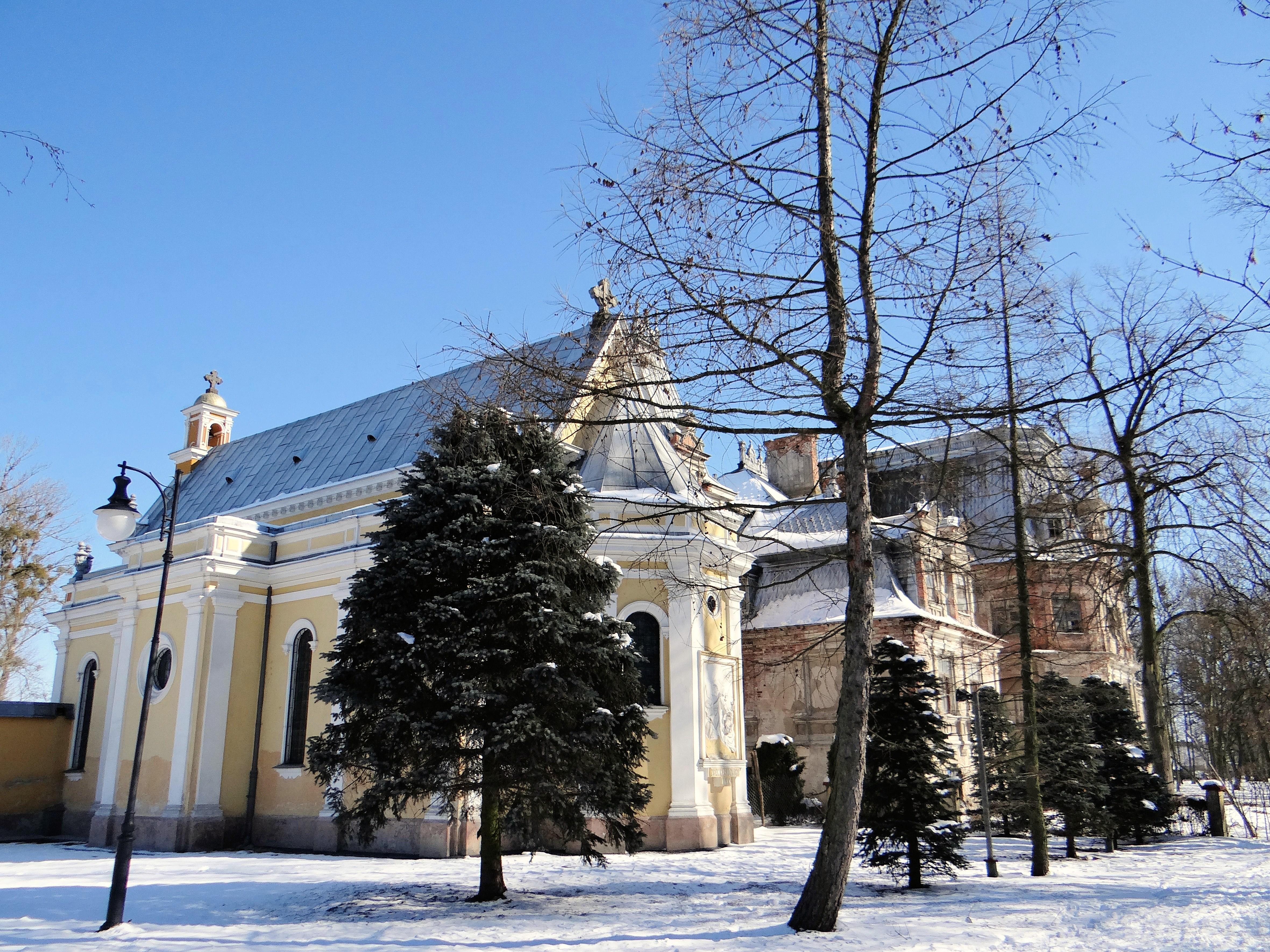
Cung điện Sobański và nhà thờ ở Guzów
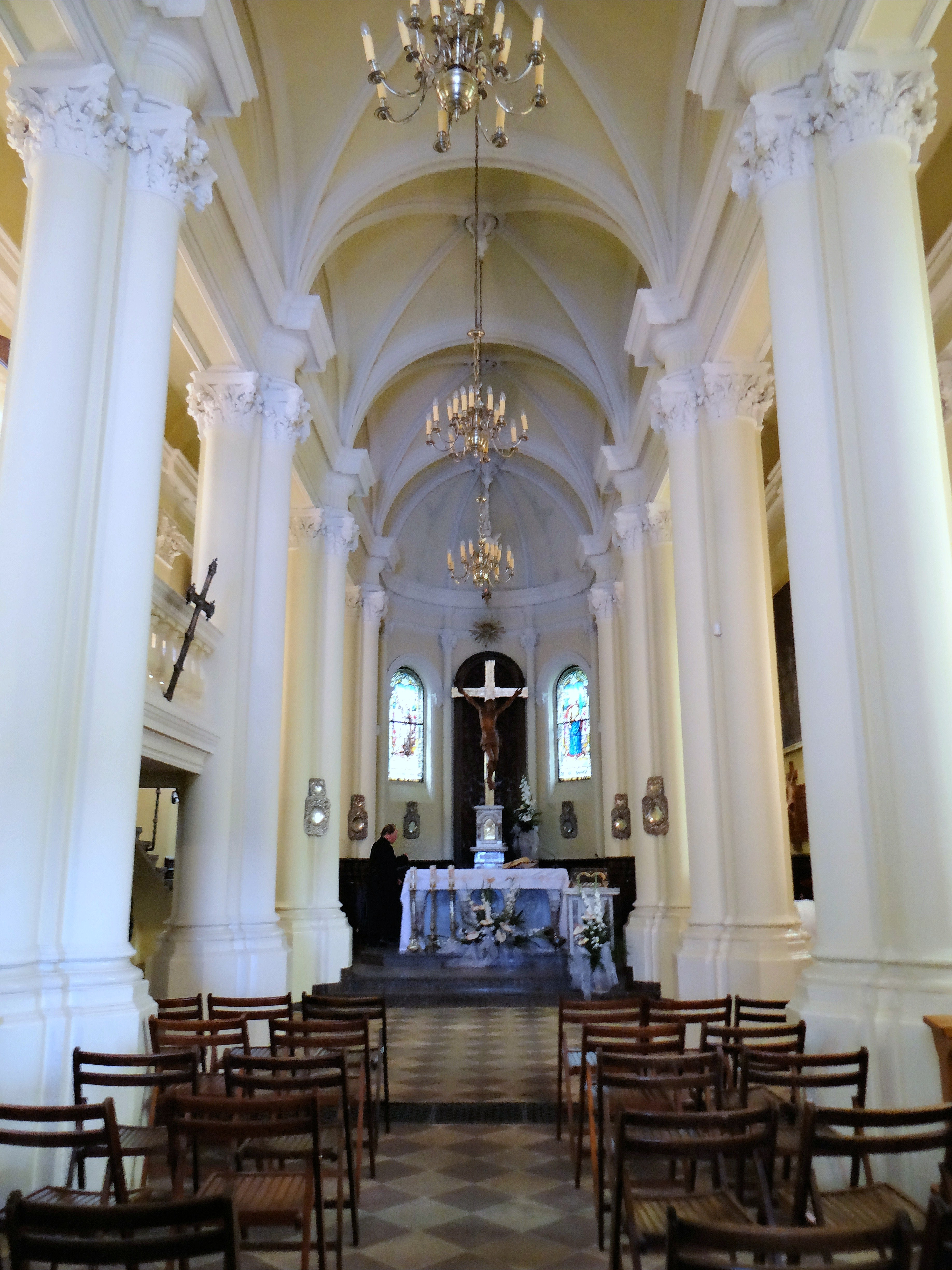
Nội thất nhà thờ Saint Felix of Valois
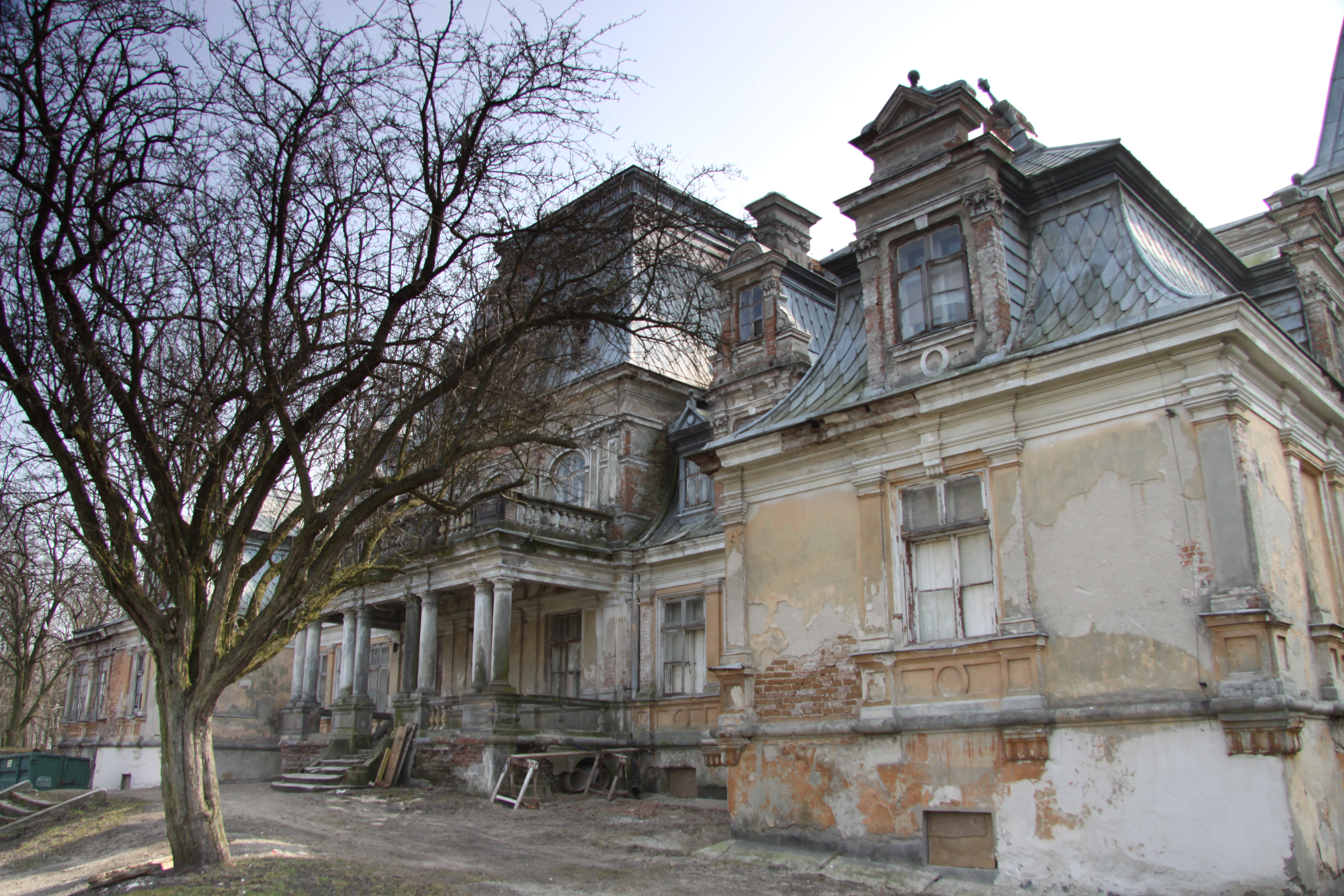
Cung điện Sobański - mặt tiền dột nát
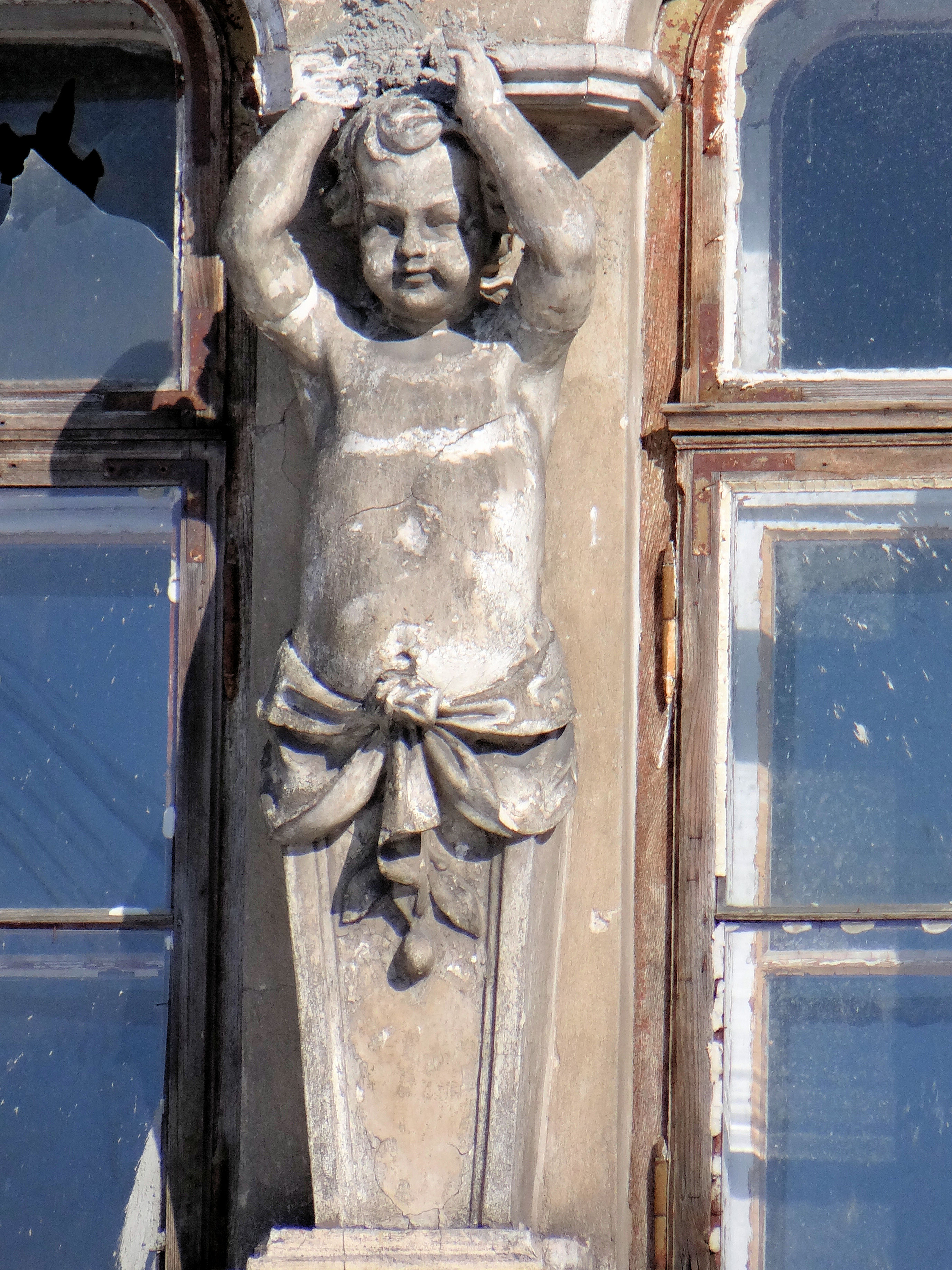
Chi tiết cung điện Sobański ở Guzów
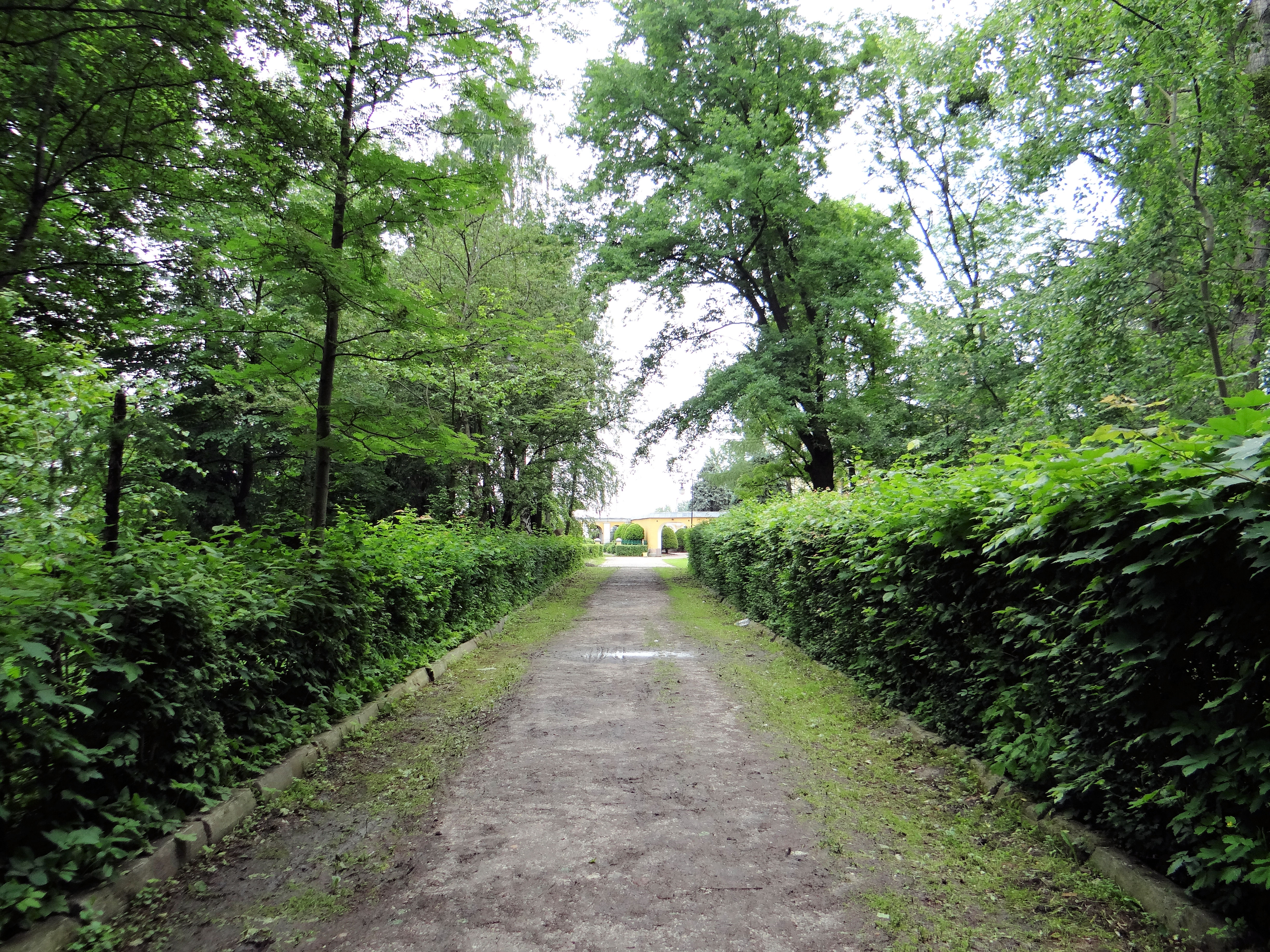
Công viên cung điện Sobański ở Guzów -